# Ottendorf (Thüringen)

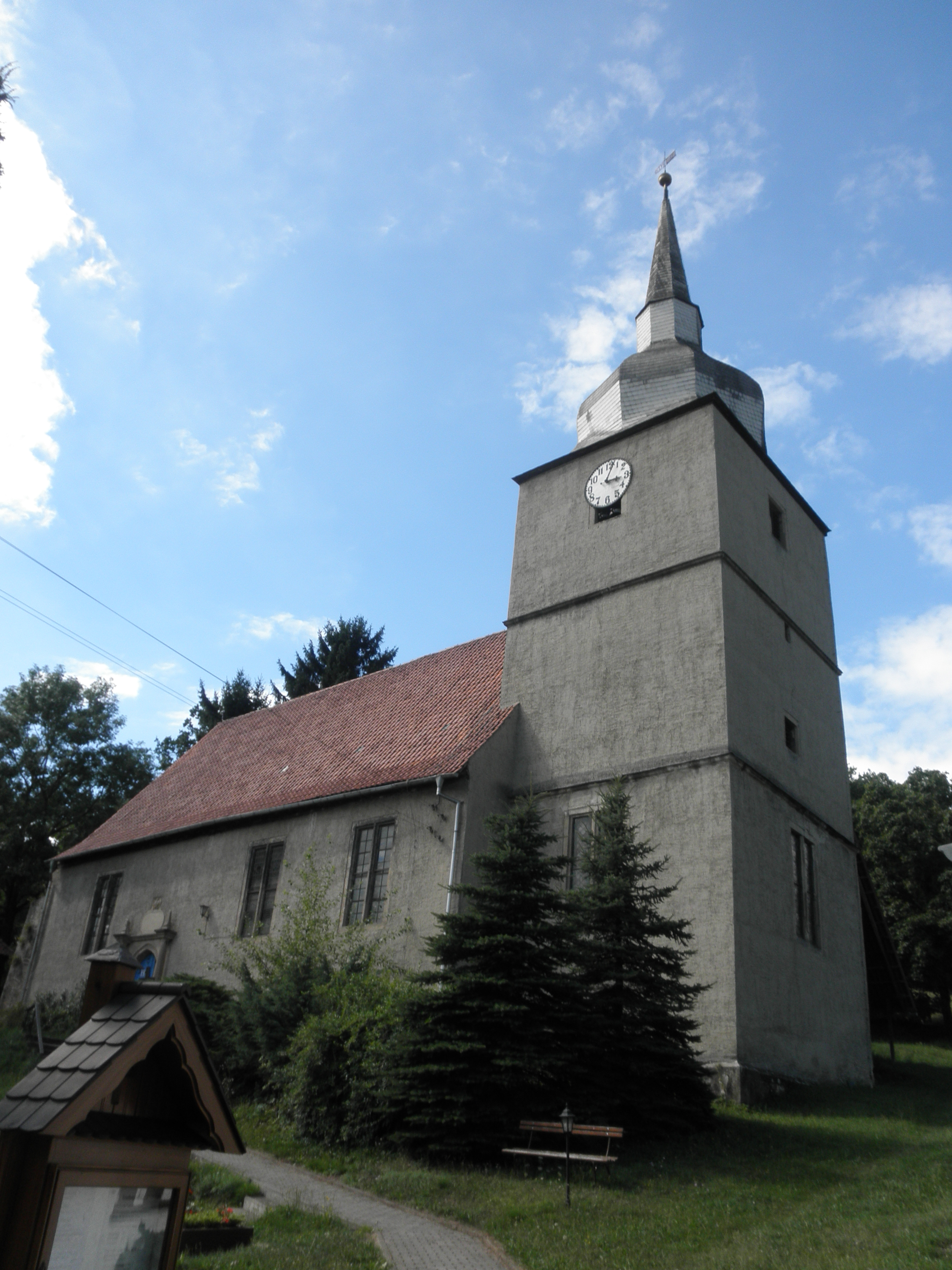
Kirche Ottendorf

Ottendorf ist eine Gemeinde im Südosten des Saale-Holzland-Kreises und Teil der Verwaltungsgemeinschaft Hügelland/Täler.
Angrenzende Gemeinden sind Eineborn, Kleinebersdorf, Lippersdorf-Erdmannsdorf, St. Gangloff und Weißbach.

## Geschichte
Am 27. Dezember 1199 wurde der Ort Ottendorf erstmals urkundlich erwähnt.

### Einwohnerentwicklung
Entwicklung der Einwohnerzahl (31. Dezember):
| - 1994: 514 - 1995: 509 - 1996: 512 - 1997: 501 - 1998: 496 - 1999: 484 | - 2000: 460 - 2001: 464 - 2002: 468 - 2003: 448 - 2004: 451 - 2005: 439 | - 2006: 433 - 2007: 432 - 2008: 425 - 2009: 415 - 2010: 416 - 2011: 408 | - 2012: 418 - 2013: 417 - 2014: 414 - 2015: 416 - 2016: 418 - 2017: 396 | - 2018: 396 - 2019: 402 - 2020: 414 - 2021: 409 |

 Datenquelle: Thüringer Landesamt für Statistik

### Wappen
Im Hintergrund Hügel mit Bäumen und einer Kirche.
Im Vordergrund ein Wildschwein mit einer Glocke.

## Kultur und Sehenswürdigkeiten

### Geschichtsdenkmale
Ein Gedenkstein auf dem Friedhof erinnert an zwei ermordete KZ-Häftlinge, die bei einem Todesmarsch vom KZ-Außenkommando Ohrdruf in Richtung KZ Flossenbürg von der SS im April 1945 durch den Ort getrieben wurden. An die Pflicht zur Gewährung des Menschenrechtes auf Leben mahnt auch eine Todesmarsch-Stele, die 1985 an der Straße von Eineborn nach Erdmannsdorf errichtet wurde.

### Kirche
Eine der Sehenswürdigkeiten des Ortes ist die Kirche Ottendorf (Lage→).

## Söhne und Töchter der Gemeinde
- Joachim Tettenborn (1918–2008), Dramaturg und Autor